# طاهر أباد (تشناران)
طاهر أباد (بالفارسية: طاهرآباد) هي قرية تقع في قسم بيزكي الريفي (مقاطعة تشناران) في إيران. يقدر عدد سكانها بـ 24 نسمة .